# Abell 262

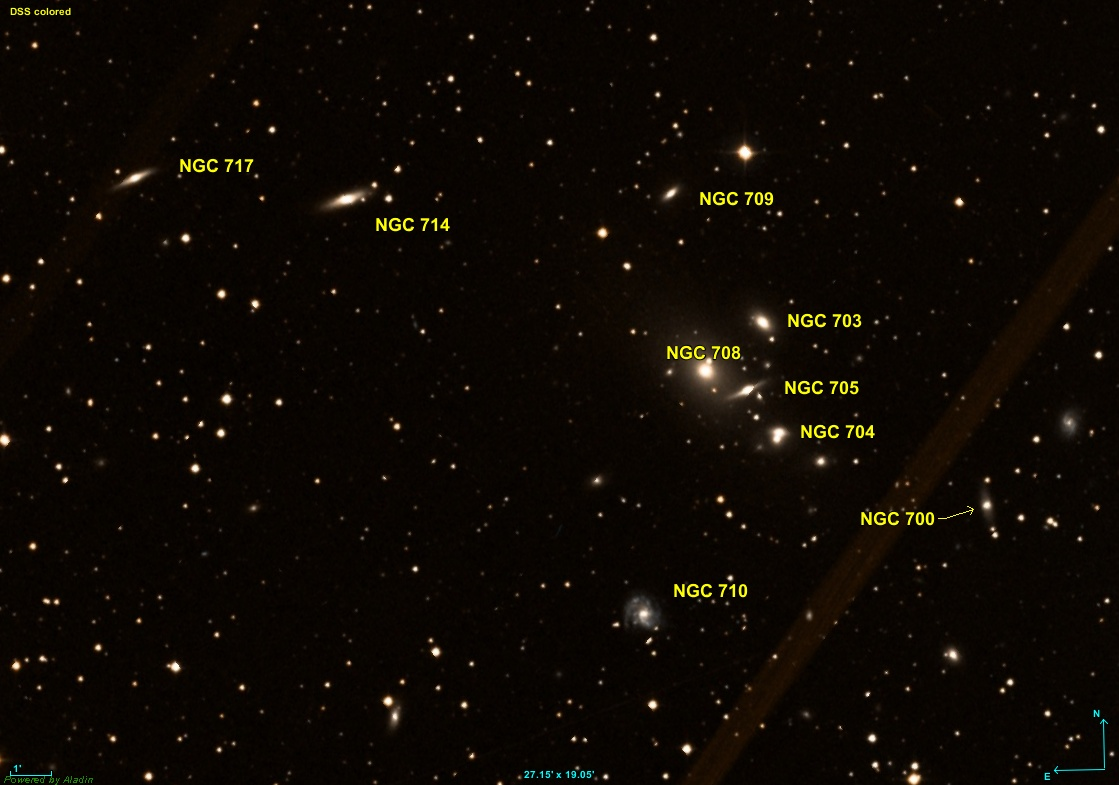
Galaktyki znajdujące się w Abell 262

Abell 262 – masywna gromada galaktyk znajdująca się w gwiazdozbiorze Andromedy. Należy ona do Supergromady w Perseuszu-Rybach. Gromada ta otrzymała klasę obfitości 0.
Abell 262 jest stosunkowo małą gromadą galaktyk, bo składa się z około 200 członków. Większość jej galaktyk to galaktyki spiralne. Galaktyka NGC 708 jest olbrzymią galaktyką typu cD, co jest nietypowe w przypadku gromad galaktyk.